# Integral de linha
Em matemática, integral de linha ou integral curvilínea é uma integral em que a função a ser integrada é calculada ao longo de uma curva. Tal função pode ser um campo escalar ou um campo vetorial. O valor da integral de linha é a soma dos valores do campo em todos os pontos na curva, ponderado por uma função escalar na curva (geralmente de comprimento de arco ou, para um campo de vetores, o produto escalar do campo de vetores com um vetor diferencial na curva). As integrais de linha têm importantes aplicações, como no cálculo de energia potencial, fluxo do calor e circulação de fluidos. Podemos utilizá-la também para encontrar o trabalho feito em um objeto que se move através de um campo elétrico ou gravitacional, por exemplo.

## Cálculo vetorial
Em termos qualitativos, uma integral de linha no cálculo de vetor pode ser pensada como uma medida do efeito total de um dado campo ao longo de uma determinada curva. Mais especificamente, a integral de linha ao longo de um campo escalar pode ser interpretada como a área sob o campo apontada para fora por uma curva particular. Isto pode ser visualizado pela superfície criada por {\displaystyle z=f(x,y)} e uma curva C no plano x, y.

### Integral de linha de um campo escalar

#### Definição

Integral de linha de um campo escalar, f. A área sob a curva C, traçada sobre a superfície definida por z = f(x, y), é o valor da integral.

Se C for uma curva lisa no espaço bi ou tridimensional, então, a integral de linha de f em relação a s ao longo de C} é:
{\displaystyle \int \limits _{C}f\,ds=\int _{a}^{b}f\left(\mathbf {r} (t)\right)\,\,|\mathbf {r} '(t)|\,dt..}
onde r: [a, b] → C é uma parametrização bijectiva arbitrária da curva C, de tal modo que r(a) e r(b) correspondem aos extremos de C, com a < b.
A função f é chamada de integrando, a curva C é o domínio da integração e o símbolo ds pode ser intuitivamente interpretado como um elementar comprimento de arco. Integrais de linha de campos escalares de uma curva C não dependem da parametrização escolhida de r.
Geometricamente, quando o campo escalar F é definido ao longo de um plano, o gráfico é uma superfície z = f(x, y) no espaço, e a integral de linha é área delimitada pela curva C.

### Integral de linha de um campo vetorial

#### Definição

A trajetória de uma partícula (em vermelho) ao longo de uma curva dentro de um campo vetorial. A partir de um, a partícula traça o caminho C ao longo do campo de vetores F. O produto escalar (linha verde) do seu vetor velocidade r (seta vermelha) e o vetor de campo (seta azul) define uma área sob a curva, o que é equivalente a integral de linha do caminho

Para um campo vetorial F: L ⊆ Rn → Rn , a integral de linha ao longo de uma curva lisa orientada , na direção de R, é definida como
{\displaystyle \int \limits _{C}\mathbf {F} (\mathbf {r} )\cdot \,d\mathbf {r} =\int _{a}^{b}\mathbf {F} (\mathbf {r} (t))\cdot \mathbf {r} '(t)\,dt.}
onde · é o produto escalar e R: [a, b] → C é uma parametrização da curva C de tal modo que r(a) e r(b) são os pontos de extremidade de C.
Em outras palavras, a integral do campo vetorial ao longo de uma curva tem o mesmo valor que a integral do componente tangencial do campo vetorial ao longo da curva. Além disso, as integrais de linha de campos vetoriais independem da parametrização r em valor absoluto, mas eles dependem de sua orientação. Especificamente, uma inversão na orientação da parametrização muda o sinal da linha integral.

### Independência do caminho
Seja F um campo vetorial contínuo com domínio D, dizemos que a integral de linha {\displaystyle \int \limits _{C}\mathbf {F} \cdot d\mathbf {r} } é independente do caminho se {\displaystyle \int \limits _{C_{1}}\mathbf {F} \cdot d\mathbf {r} =\int \limits _{C_{2}}\mathbf {F} \cdot d\mathbf {r} } para quaisquer dois caminhos C1 e C2 em D que tenham os mesmos pontos iniciais e finais. Com isso podemos dizer que as integrais de linha de campos conservativos são independentes do caminho.
Se um vetor de campo F é o gradiente de um campo escalar G, isto é,
{\displaystyle \nabla G=\mathbf {F} ,}
em seguida, a derivada da composição de funções de G e r(t) é
{\displaystyle {\frac {dG(\mathbf {r} (t))}{dt}}=\nabla G(\mathbf {r} (t))\cdot \mathbf {r} '(t)=\mathbf {F} (\mathbf {r} (t))\cdot \mathbf {r} '(t),}
que passa a ser o integrando para a integral de linha da F em r(t). Daqui resulta que, dado um caminho de C, em seguida,
{\displaystyle \int \limits _{C}\mathbf {F} (\mathbf {r} )\cdot \,d\mathbf {r} =\int _{a}^{b}\mathbf {F} (\mathbf {r} (t))\cdot \mathbf {r} '(t)\,dt=\int _{a}^{b}{\frac {dG(\mathbf {r} (t))}{dt}}\,dt=G(\mathbf {r} (b))-G(\mathbf {r} (a)).}
Em outras palavras, a integral de F sobre C depende unicamente dos valores de G nos pontos de r(b) e r(a) e é, assim, independente do caminho entre eles.

Em um caminho fechado, o ponto de partida é igual ao ponto de chegada

Se a integral de linha {\displaystyle {\begin{aligned}\oint _{C}F\,.dr\end{aligned}}}é independente do caminho, saberemos que
{\displaystyle G(\mathbf {r} (b))=G(\mathbf {r} (a))}
já que o ponto inicial é igual ao final. Sendo assim,
{\displaystyle G(\mathbf {r} (b))-G(\mathbf {r} (a))=0}
e por isso,
{\displaystyle {\begin{aligned}\oint _{C}F\,.dr=0\end{aligned}}}.
Por esse motivo, podemos concluir que a integral de linha de caminho fechado em um campo conservativo sempre será igual a zero, já que os valores de G nos pontos r(b) e r(a) são iguais.

### Aplicações
A integral de linha tem muitas aplicações na física. Por exemplo, o trabalho feito em uma partícula viajando em uma curva C, dentro de um campo de força representada como um campo vetorial F é a integral de linha da F em C.
{\displaystyle W=\int \limits _{C}\mathbf {F} \cdot d\mathbf {r} }
Na mecânica dos fluidos o campo vetorial usando é o de velocidades V e o conceito de trabalho é substituído por de circulação do campo de velocidades ao longo da curva C. Matematicamente, esta grandeza é definida pela integral de linha fechada C:
{\displaystyle \operatorname {circ} \mathbf {V} =\oint \limits _{C}\mathbf {V} \centerdot d\mathbf {r} }
No eletromagnetismo as integrais de linha aparecem na Lei de Faraday, onde o campo vetorial é o campo elétrico E e a na Lei de Ampère, onde o campo vetorial é o campo de indução magnético B. As expressões de cada uma das leis é, respectivamente:
{\displaystyle \epsilon =\oint \limits _{C}\mathbf {E} \centerdot d\mathbf {r} ,} onde ϵ é a magnitude da força eletromotriz;
{\displaystyle \mu i=\oint \limits _{C}\mathbf {B} \cdot d\mathbf {r} ,} onde μ é uma constante e i é a magnitude da corrente elétrica.

### Integração complexa
A primeira menção a uma noção rigorosa de integrais de funções complexas sobre caminhos aparece numa carta enviada por C. Gauss a F.W. Bessel em 1811. A mesma carta refere um resultado de independência do integral em relação a caminhos de integração com as mesmas extremidades. Estes resultados nunca foram publicados, mas Gauss usou integrais complexos em 1816 numa das suas demonstrações do célebre Teorema Fundamental da Álgebra que é considerado em detalhe no capítulo seguinte.
Em 1814, A.L. Cauchy apresentou à Academia das Ciências de Paris uma memória que referia integrais de funções complexas de forma análoga à de L. Euler em 1777. Esta memória só foi publicada em 1825 e nessa altura incluía uma nota, adicionada por Cauchy em 1822, onde se referia que os integrais sobre a fronteira de um retângulo de lados paralelos aos eixos coordenados são nulos para funções complexas continuamente diferenciáveis no fecho do retângulo. Este resultado, que nas condições referidas pode ser obtido do Teorema de Green para funções reais definidas em conjuntos de ℝ, é um caso particular do célebre Teorema de Cauchy, embora com a hipótese excessivamente forte de continuidade das derivadas da função integrada.
Dada dada uma curva no plano complexo {\displaystyle \Gamma \subset \mathbb {C} } descrita por uma parametrização
{\displaystyle \gamma :[a,b]\subseteq \mathbb {R} \longrightarrow \mathbb {C} ,\,\gamma (t)=X(t)+iY(t)}
e uma função complexa
{\displaystyle f:D\subseteq \mathbb {C} \longrightarrow \mathbb {C} ,\,f(z)=u(z)+iv(z)}
com u, v funções reais e contínuas em Γ. Suponhamos que a derivada da função Υ existe, é contínua e não nula no intervalo [a, b].
A integral de linha de f em Γ é definida como
{\displaystyle \int \limits _{\Gamma }f(z)\,dz=\int _{a}^{b}f{\Big (}\gamma (t){\Big )}\cdot \gamma '(t)\,dt=}
{\displaystyle =\int _{a}^{b}\left[u{\big (}\gamma (t){\big )}X'(t)-v{\big (}\gamma (t){\big )}Y'(t)\right]\,dt+i\int _{a}^{b}\left[u{\big (}\gamma (t){\big )}Y'(t)+v{\big (}\gamma (t){\big )}X'(t)\right]\,dt}

Outra forma de definir a integral complexa de uma função contínua é usando somas de Riemann-Stieltjes.  Dado {\displaystyle \gamma :[a,b]\to U} suave, sendo {\displaystyle \{t_{0},t_{1},\cdots ,t_{n}\}} uma partição de
{\displaystyle [a,b]}, com {\displaystyle t_{k-1}\leq t_{k}^{*}\leq t_{k}},dada {\displaystyle f:U\to \mathbb {C} } contínua podemos definir a soma de Riemann-Stieltjes: {\displaystyle S=\displaystyle \sum _{k=1}^{n}f(\gamma (t_{k}^{*}))(\gamma (t_{k})-\gamma (t_{k-1}))} e a integral como o limite das somas quando a norma da partição tende a 0. As duas definições são equivalentes.
Quando f é analítica, a integral de linha tem propriedades interessantes e incomuns, como o Teorema de Cauchy local, Fórmula integral de Cauchy e teorema de Liouville, cujo resultado permite uma prova formal da importância do teorema fundamental da álgebra.

#### Exemplo
Considere a função f(z) = 1/z, e deixar que o contorno L ser o círculo unitário de cerca de 0, parametrizada por z(t) = oe-o com t no intervalo [0, 2π] (que gera o círculo para a esquerda). Substituindo, encontramos:
{\displaystyle {\begin{aligned}\oint _{L}f(z)\,dz&=\int _{0}^{2\pi }{1 \over e^{it}}ie^{it}\,dt=i\int _{0}^{2\pi }e^{-it}e^{it}\,dt\\&=i\int _{0}^{2\pi }\,dt=i(2\pi -0)=2\pi i.\end{aligned}}}
Sabendo que qualquer número complexo z pode ser escrito como re-lo  onde r é o módulo de z. No círculo unitário, este é fixado em 1, então a única variável restante é o ângulo, que é denotado por t. Essa resposta também pode ser verificada pela fórmula integral de Cauchy.

## Integral de linha geométrica
Já que uma curva {\displaystyle \alpha } em um espaço de vetores {\displaystyle V}é um objeto geométrico puro, não necessita de uma representação coordenada específica para existir. Sendo {\displaystyle F} uma força ou uma função linear em {\displaystyle V}  que leva vetores {\displaystyle v} de {\displaystyle V}e mapeia-os para os reais. Sendo assim, podemos integrar {\displaystyle F}ao longo de um objeto unidimensional como a curva {\displaystyle \alpha }
{\displaystyle \int _{\alpha }F}
Nota-se que há uma sustentação desta função linear com todos os vetores tangentes infinitesimais que estão ligados em cada ponto de {\displaystyle \alpha }. Em coordenadas {\displaystyle x^{i}}a uma forma tem a representação
{\displaystyle \int _{\alpha }F=\int _{\alpha }f_{i}(x)dx^{i}}
Se um parametriza a curva por algum parâmetro {\displaystyle t\in [0,2]}, por conseguinte, chega-se à forma integral de linha bastante conhecida
{\displaystyle \int _{0}^{2}f_{i}(x(t)){\frac {\partial x^{i}}{\partial t}}dt}
Note que não fizemos uso de nenhum produto escalar, sendo assim, exite a possibilidade de definir-se integrais de linha sem o uso de uma métrica. É evidente que, com um produto escalar em mãos, a métrica induz um mapa que identifica vetores com 1 formulário e um chegaria à definição usual de integrais de linha a partir do cálculo vetorial.
{\displaystyle \int _{0}^{2}\langle {\textbf {F}},{\frac {\partial {\textbf {x}}}{\partial t}}\rangle dt}
Onde {\displaystyle {\textbf {F}}}é o vetor tal que {\displaystyle F=\langle {\textbf {F}},\cdot \rangle }

## Mecânica quântica
Na mecânica quântica, o conceito de integral de caminho faz menção a  integrais funcionais. São elas integrais sobre espaços funcionais e nem sempre são bem definidas. A aplicação da integral de linha em experimentos da mecânica quântica é muito importante, como por exemplo, na difração de um elétron em uma fenda. A integração complexa de contornos é também frequentemente usada na avaliação de amplitudes de probabilidade na teoria de espalhamento quântico.